# Callipogon relictus
Callipogon relictus är en skalbaggsart som beskrevs av Semenov 1899. Callipogon relictus ingår i släktet Callipogon och familjen långhorningar. Inga underarter finns listade.

## Bildgalleri

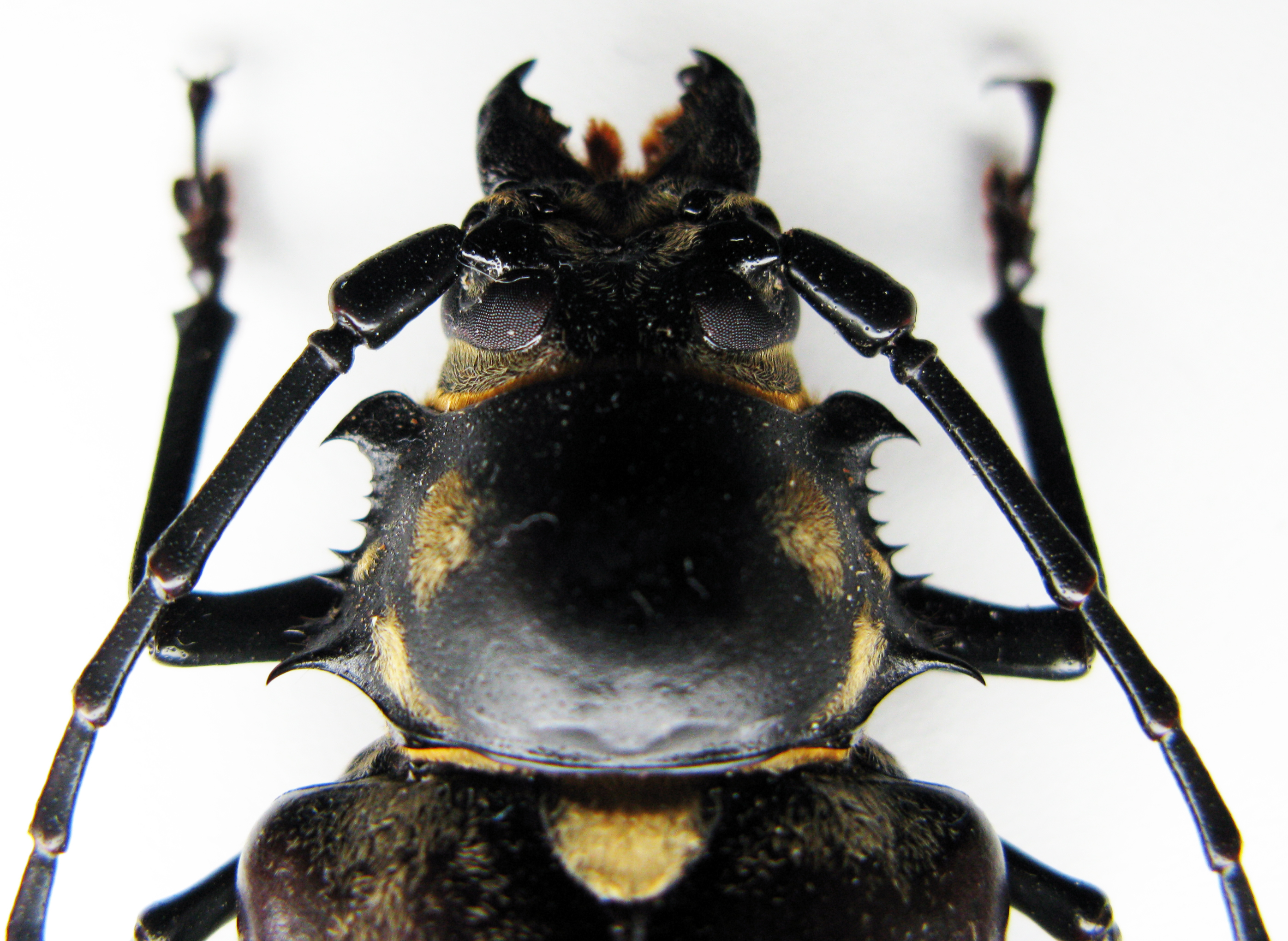
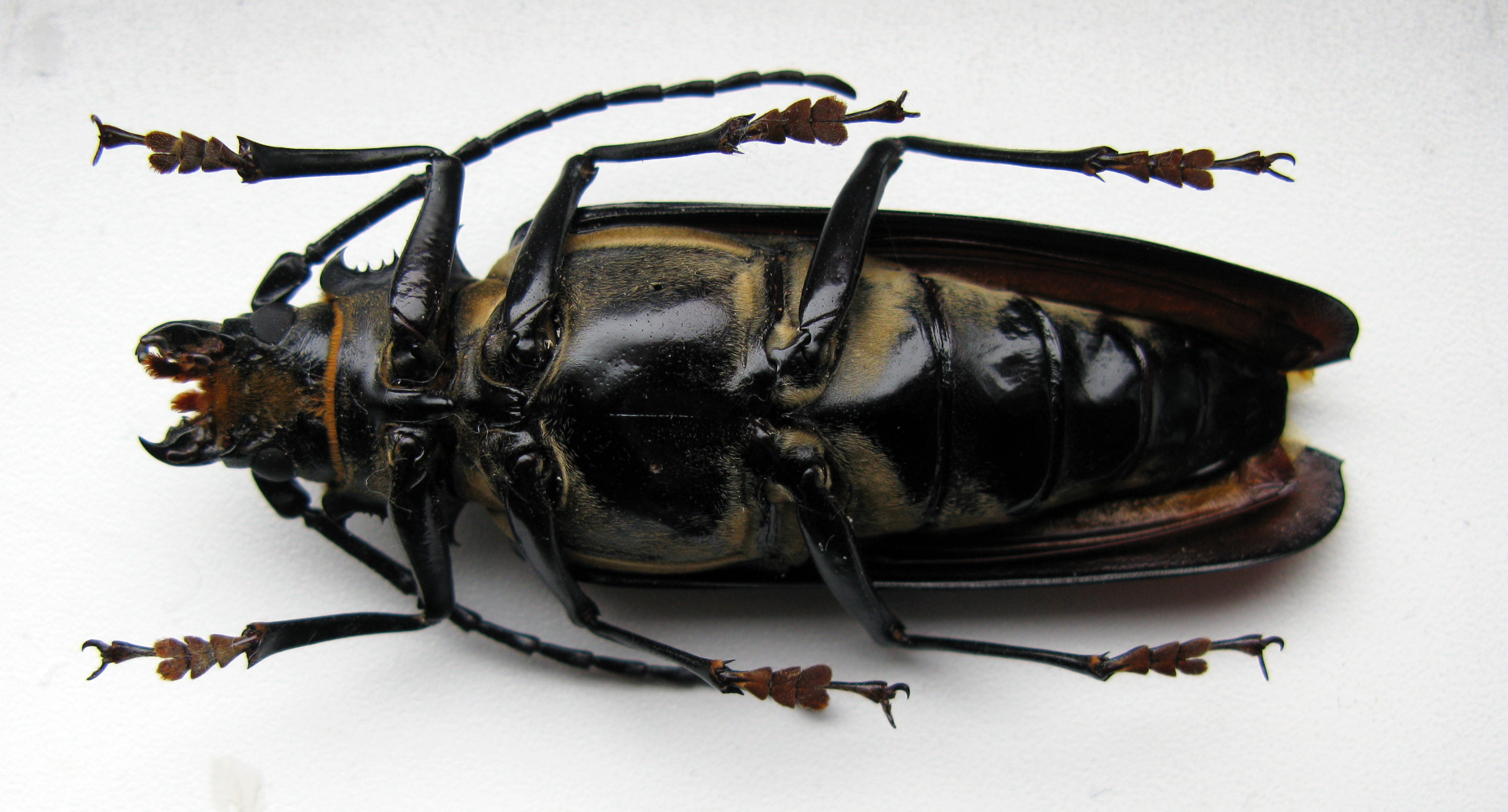
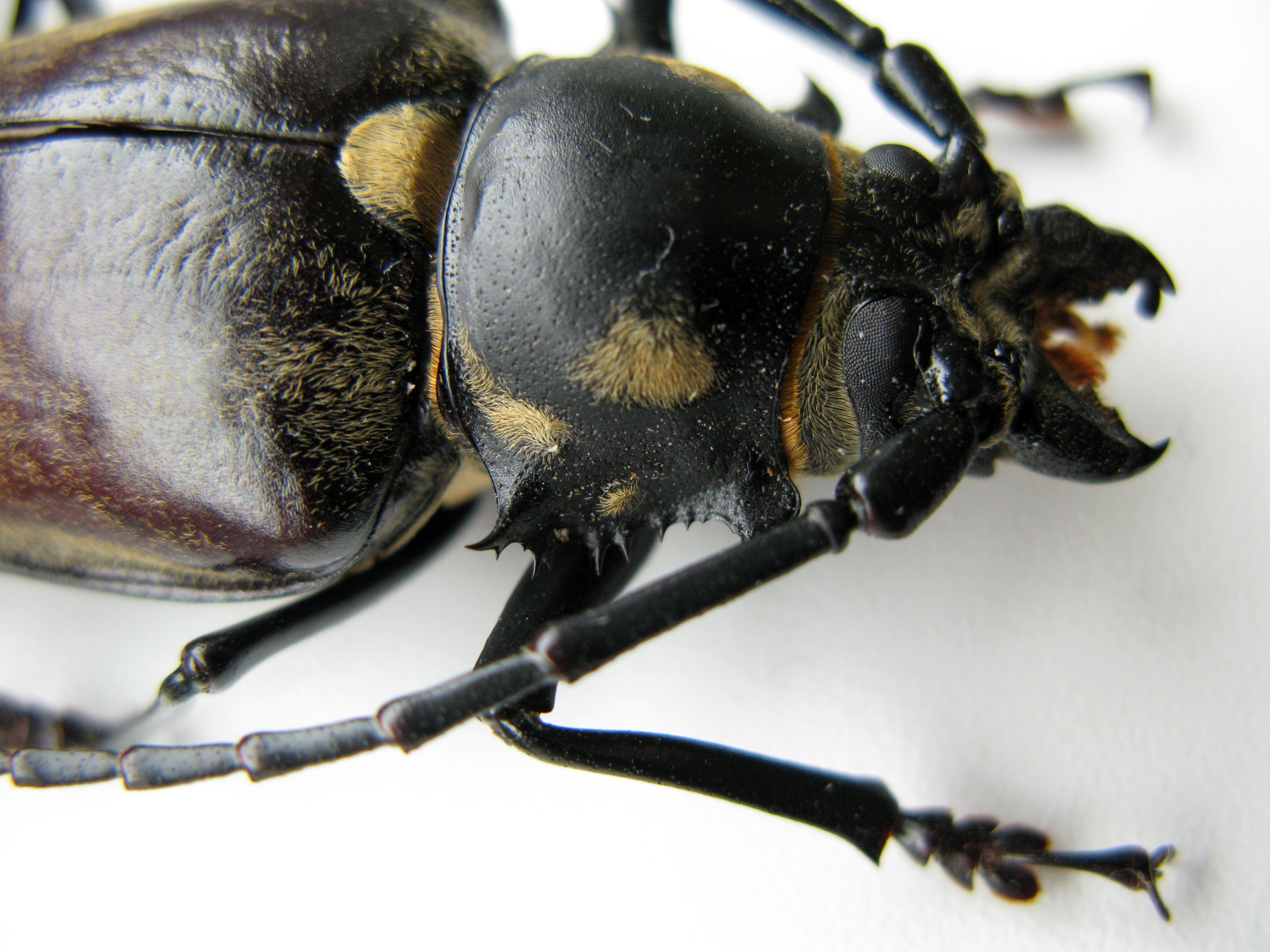
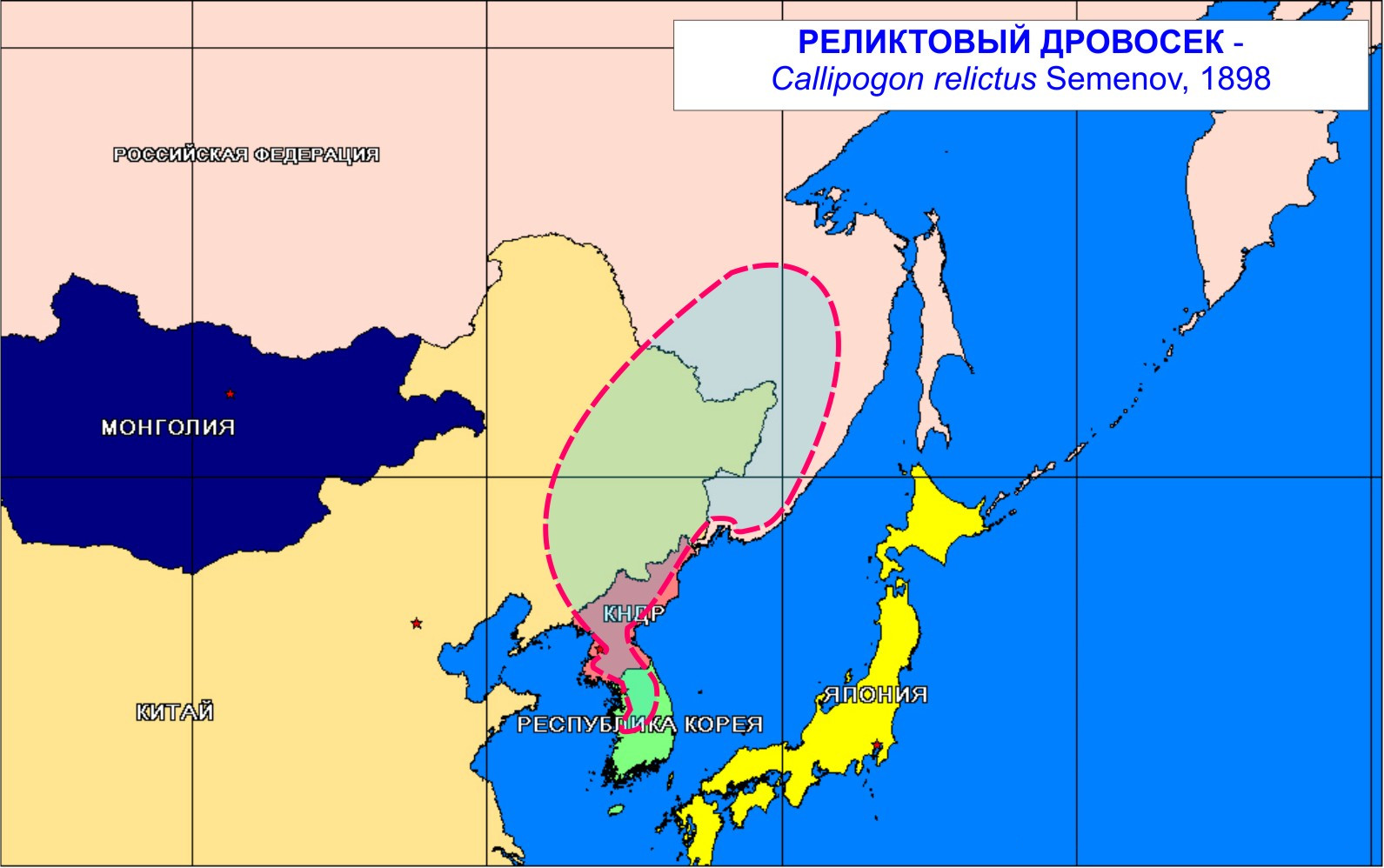
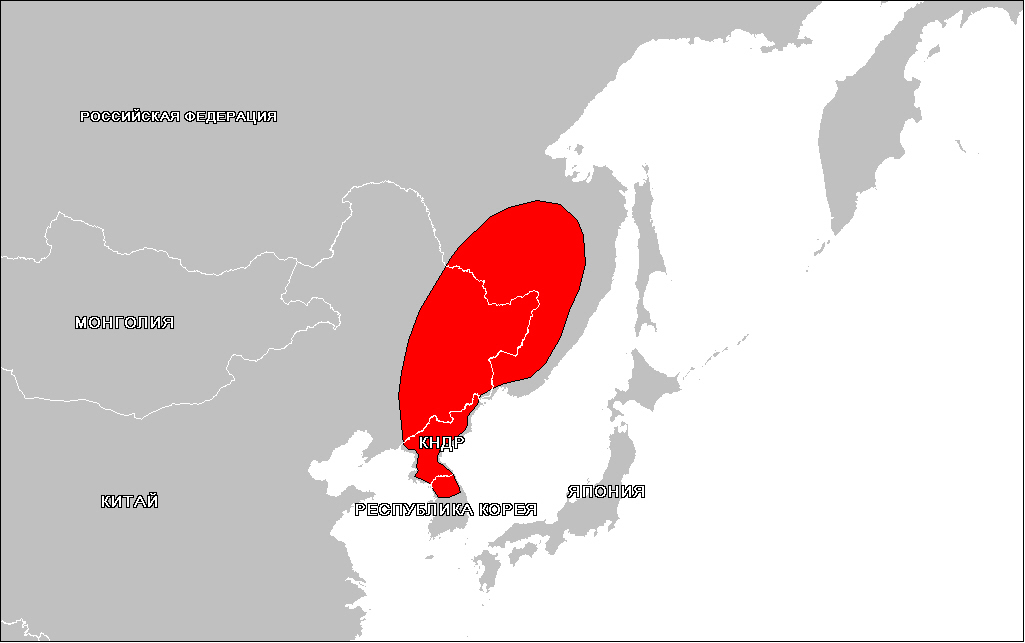
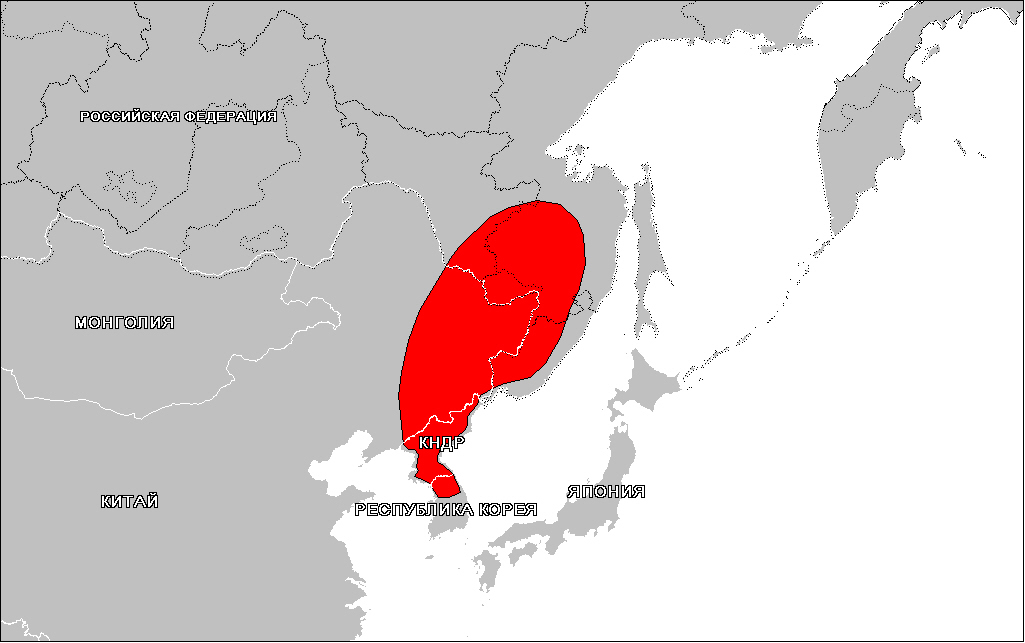